# Justin Donati
Justin Donati, född 17 oktober 1986 i Oakville, Ontario, Kanada, är en kanadensisk professionell ishockeyspelare som för närvarande spelar för Brampton Beast i East Coast Hockey League (ECHL). Han är tvillingbror med Tyler Donati, som även han spelar ishockey.
Han har spelat ett antal säsonger i OHL, där han gjort sammanlagt 269 poäng på 213 matcher. Donati har även representerat klubben Elmira Jackals i ECHL, med vilka han gjorde stor succé och vann ligans poängliga 2010-11, med 94 poäng. Säsongen 2009-10 noterades han för 104 poäng (varav 42 mål) på 65 spelade matcher.